# Colombiaans honkbalteam

Vlag van Colombia.

Het Colombiaans honkbalteam is het nationale honkbalteam van Colombia. Het team vertegenwoordigt Colombia tijdens internationale wedstrijden. 
Het Colombiaans honkbalteam hoort bij de Pan-Amerikaanse Honkbal Confederatie (COPABE). 

## Wereldkampioenschappen
Colombia nam 19x keer (op 39 edities) deel aan de wereldkampioenschappen honkbal. Colombia werd twee keer wereldkampioen, in 1947 en in 1965. Beide keren was Colombia gastheer van het kampioenschap. Colombia vervulde deze rol ook nog in 1970 en 1976. Naast de twee wereldtitels werd nog 2x de zilveren en bronzen medaille gewonnen. 
| Editie    | 1944 | 1945   | 1947   | 1948  | 1950 | 1951 | 1952 | 1953 | 1965 | 1969 |
| Prestatie | 6e   | Zilver | Goud   | Brons | 6e   | 8e   | 8e   | 7e   | Goud | 8e   |
|           |      |        |        |       |      |      |      |      |      |      |
| Editie    | 1970 | 1971   | 1973 * | 1974  | 1976 | 1980 | 1986 | 1994 | 2005 |      |
| Prestatie | 4e   | Zilver | 4e     | Brons | 8e   | 9e   | 10e  | 12e  | 15e  |      |

*  WK in Cuba 

### World Baseball Classic
Colombia nam in 2012 deel aan de kwalificatie voor de World Baseball Classic in 2013.
| Editie    | 2006 | 2009 | 2013  |
| Prestatie |      |      | kwal. |